# Savijena piramida
Savijena piramida (također Nagnuta, Kosa, Kriva piramida) je piramida u Dahšuru, Egipat.

## Povijest
Piramida je izgrađena u 4. dinastiji, za faraona Snofrua. Nalazi se 40 km južno od Kaira te je vrlo jedinstvena po svom obliku. 
Piramida je trebala poslužiti kao posljednje počivalište faraona Snofrua. Prema vjerovanju, piramida bi trebala biti savršena jer predstavlja sveto brdo na kojem je stvoren Ra, bog Sunca. Savijena je piramida bila zamišljena kao savršena građevina, ali je tijekom radova došlo do greške, i cijeli je trud bio uzaludan. Piramida je ipak dovršena, ali je Snofru zapovijedio izgradnju nove, također u Dahšuru.

## Opis
Piramida je visoka 101.1 m te se uzdiže iz pustinjskog pijeska. Ima dva ulaza.
S istočne strane piramide su nađeni ostaci hrama, kao i kod piramide u Meidumu.
Južno od piramide je Kraljičina piramida, u kojoj je trebala biti pokopana jedna od Snofruovih žena. 

## Vanjske poveznice
|  | Zajednički poslužitelj ima još gradiva o temi Savijena piramida |